# Cirrhocephalina venosa
Cirrhocephalina venosa is een vlinder uit de familie van de grasmotten (Crambidae). De wetenschappelijke naam van deze soort is voor het eerst gepubliceerd in 1863 door Julius Lederer.
Deze soort komt voor in Cuba.